# Tollevast
Tollevast – miejscowość i gmina we Francji, w regionie Normandia, w departamencie Manche.
Według danych na rok 1990 gminę zamieszkiwało 930 osób, a gęstość zaludnienia wynosiła 75 osób/km² (wśród 1815 gmin Dolnej Normandii Tollevast plasuje się na 241. miejscu pod względem liczby ludności, natomiast pod względem powierzchni na miejscu 363.).